# Joseph Bernet
Joseph Bernet, francoski rimskokatoliški duhovnik, škof in kardinal, * 4. september 1770, Saint-Flour, † 5. julij 1846, Aix-en-Provence.

## Življenjepis
4. novembra 1795 je prejel duhovniško posvečenje.
29. marca 1827 je bil imenovan za škofa La Rochella, potrjen je bil 25. junija in 12. avgusta istega leta je prejel škofovsko posvečenje.
6. oktobra 1835 je bil imenovan za nadškofa Aixa, 1. februarja 1836 je bil potrjen in 26. marca istega leta je bil ustoličen.
19. januarja 1846 je bil povzdignjen v kardinala.